# Pasni
La ceremonia Pasni, es una ceremonia tradicional de Nepal, la cual se celebra cuando un niño come arroz por primera vez; es una celebración que tiene muchos siglos de antigüedad.
La ciencia moderna ha establecido que a los seis meses de edad, un niño ya puede procesar alimentos sólidos, es por esto que la ceremonia se da cuando el bebé cumple sus seis meses, aunque si el bebé es una niña la ceremonia se realiza cuando la infante cumple sus cinco meses.
La fecha y hora adecuada para realizar la ceremonia, es designada por un astrólogo, por lo general hindú, y todos los parientes más cercanos al niño están invitados a celebrar. Durante la celebración el bebé está vestido con ropa de seda de azafrán (aunque en familias modernas se suele poner un pañal). El bebé, además debe estar en brazos de su tía paterna, mientras que cada miembro de la familia debe  darle de comer arroz al bebé. Una vez que el bebé haya comido, se debe someter a otra ceremonia, la cual consiste en una adoración, que está dirigida por un sacerdote, o por el miembro de la familia o clan de mayor edad, el cual es acompañado de cánticos de las antiguas escrituras.
Para el resto del día, el infante debe estar vestido con un traje especial, generalmente de terciopelo rojo y bordado con hilos de oro y plata. Además en esta celebración, al niño se le entregarán regalos: adornos de oro y plata por parte de los abuelos, y dinero del resto de la familia.
Las ceremonias pasni, se han convertido en una costumbre para la sociedad de Nepal, llegando a ser grandes fiestas con muchos invitados, no solo familiares.